# Balacra speculigera
Balacra speculigera là một loài bướm đêm thuộc phân họ Arctiinae, họ Erebidae.